# 플리머스 (매사추세츠주)

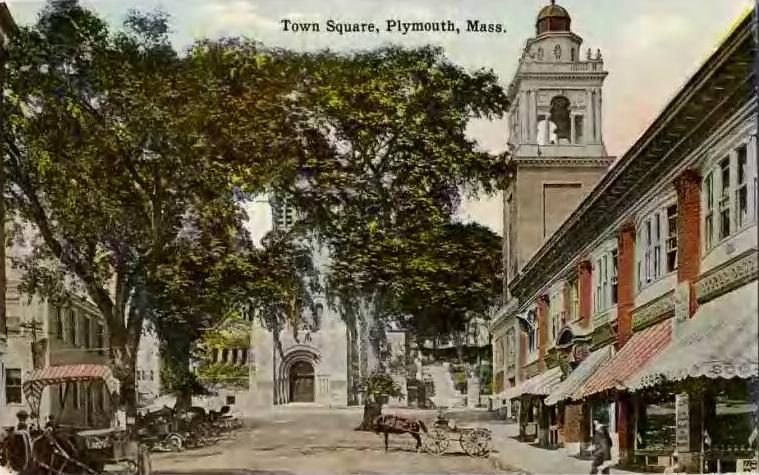
1910년 경의 플리머스 시내 중심부를 그린 그림

플리머스(Plymouth)는 미국 매사추세츠주 동부에 위치한 도시이다. 보스턴에서 남동쪽으로 약 64km에 위치해 있으며 매사추세츠 만의 일부인 플리머스 만에 접해 있다. 이곳의 북서쪽에 위치한 브락튼(Brockton)과 함께 플리머스 카운티의 카운티 관청 소재지가 되었다. 2000년 인구 조사를 기준으로 인구는 인구는 51,701명이다. 플리머스는 《메이플라워호》가 도착한 곳으로 청교도, 필그림 파더스가 이주한 매사추세츠 첫 정착촌이다. 현재는 "미국의 고향"(America's Hometown)으로 인기있는 관광지가 되었다.

## 역사
"플리머스"라는 지명은 버지니아 식민지를 시도한 인물인 ‘존 스미스’에 의해 명명되었다. 이 지명은 소위 "필그림 파더스"가 방문하기 이전인 1620년 이전의 지도에도 플리머스라는 지명은 확인되고 있다.
1620년, 잉글랜드에서 이주민, 순례자 일행이 《메이플라워호》를 타고 대서양을 횡단하여 이곳 플리머스에 상륙했다. 순례자 일행은 처음에는 케이프코드 끝에 위치한 피라빈스타운(Provincetown)에 상륙했지만, 이곳의 토양이 좋지 않아 상륙 직후 프라빈스타운에 정착을 포기하고 그대로 매사추세츠 만의 맞은 편에 ‘플리머스’에 상륙하게 된다. 이렇게 플리머스는 매사추세츠 최초의 다른 지역을 포함해서 ‘제임스 타운’에 이어 미국 역사상 두 번째 영국인 정착지가되었다. 곧 왐파노아그족 인디언들을 학살하면서 정착을 시작하여 플리머스 식민지를 형성하였다. 플리머스 식민지는 1691년 인접한 매사추세츠 만 식민지에 흡수 합병되었다.
그 후 플리머스에는 조선업과 어업이 발달했다. 1825년 설립되었된 플리머스 코디지 사 (Plymouth Cordage Company)는 밧줄류를 제조하는 대표적인 회사였다. 이 회사는 1960년대까지 발전을 거듭했지만, 그 이후 다른 회사의 합성 섬유 로프가 시장을 확대해 나가자 점점 쇠퇴해 갔다.

## 기후
| 매사추세츠주 플리머스의 기후                                     | 매사추세츠주 플리머스의 기후 | 매사추세츠주 플리머스의 기후 | 매사추세츠주 플리머스의 기후 | 매사추세츠주 플리머스의 기후 | 매사추세츠주 플리머스의 기후 | 매사추세츠주 플리머스의 기후 | 매사추세츠주 플리머스의 기후 | 매사추세츠주 플리머스의 기후 | 매사추세츠주 플리머스의 기후 | 매사추세츠주 플리머스의 기후 | 매사추세츠주 플리머스의 기후 | 매사추세츠주 플리머스의 기후 | 매사추세츠주 플리머스의 기후 |
| 월                                                               | 1월                          | 2월                          | 3월                          | 4월                          | 5월                          | 6월                          | 7월                          | 8월                          | 9월                          | 10월                         | 11월                         | 12월                         | 연간                         |
| ---------------------------------------------------------------- | ---------------------------- | ---------------------------- | ---------------------------- | ---------------------------- | ---------------------------- | ---------------------------- | ---------------------------- | ---------------------------- | ---------------------------- | ---------------------------- | ---------------------------- | ---------------------------- | ---------------------------- |
| 역대 최고 기온 °C (°F)                                           | 21 (70)                      | 22 (71)                      | 31 (87)                      | 34 (94)                      | 35 (95)                      | 39 (102)                     | 39 (102)                     | 39 (102)                     | 38 (100)                     | 31 (87)                      | 28 (82)                      | 25 (77)                      | 39 (102)                     |
| 일평균 최고 기온 °C (°F)                                         | 5.0 (41.0)                   | 6.0 (42.8)                   | 9.5 (49.1)                   | 15.1 (59.2)                  | 20.6 (69.1)                  | 25.8 (78.5)                  | 28.9 (84.0)                  | 27.9 (82.3)                  | 24.3 (75.7)                  | 18.6 (65.4)                  | 12.8 (55.1)                  | 7.7 (45.9)                   | 16.8 (62.3)                  |
| 일일 평균 기온 °C (°F)                                           | −0.3 (31.4)                  | 0.6 (33.0)                   | 3.9 (39.0)                   | 9.3 (48.8)                   | 14.7 (58.5)                  | 20.2 (68.3)                  | 23.3 (74.0)                  | 22.6 (72.7)                  | 19.1 (66.3)                  | 13.1 (55.6)                  | 7.7 (45.8)                   | 2.8 (37.1)                   | 11.4 (52.5)                  |
| 일평균 최저 기온 °C (°F)                                         | −5.7 (21.8)                  | −4.8 (23.3)                  | −1.7 (29.0)                  | 3.6 (38.4)                   | 8.8 (47.9)                   | 14.5 (58.1)                  | 17.8 (64.1)                  | 17.3 (63.2)                  | 13.8 (56.8)                  | 7.7 (45.8)                   | 2.4 (36.4)                   | −2.1 (28.3)                  | 6.0 (42.8)                   |
| 역대 최저 기온 °C (°F)                                           | −28 (−19)                    | −26 (−15)                    | −21 (−5)                     | −11 (13)                     | −4 (25)                      | 1 (33)                       | 6 (42)                       | 4 (40)                       | 0 (32)                       | −8 (17)                      | −16 (3)                      | −26 (−14)                    | −28 (−19)                    |
| 평균 강수량 mm (인치)                                            | 122 (4.79)                   | 108 (4.24)                   | 147 (5.80)                   | 119 (4.69)                   | 94 (3.71)                    | 97 (3.80)                    | 89 (3.49)                    | 92 (3.63)                    | 108 (4.27)                   | 127 (5.01)                   | 112 (4.41)                   | 125 (4.93)                   | 1,340 (52.77)                |
| 평균 강설량 cm (인치)                                            | 26 (10.1)                    | 29 (11.5)                    | 22 (8.5)                     | 2.5 (1.0)                    | 0.0 (0.0)                    | 0.0 (0.0)                    | 0.0 (0.0)                    | 0.0 (0.0)                    | 0.0 (0.0)                    | 0.0 (0.0)                    | 0.25 (0.1)                   | 17 (6.7)                     | 96 (37.9)                    |
| 평균 강수일수 (≥ 0.01 인치)                                      | 12.2                         | 10.8                         | 12.6                         | 11.8                         | 12.6                         | 12.1                         | 10.9                         | 10.8                         | 10.1                         | 12.2                         | 11.6                         | 11.9                         | 139.6                        |
| 평균 강설일수 (≥ 0.1 인치)                                       | 4.7                          | 4.3                          | 3.3                          | 0.2                          | 0.0                          | 0.0                          | 0.0                          | 0.0                          | 0.0                          | 0.0                          | 0.1                          | 2.3                          | 14.9                         |
| 출처: 미국 해양대기청 (평년값: 1991년~2020년, 극값: 1905년~현재) |                              |                              |                              |                              |                              |                              |                              |                              |                              |                              |                              |                              |                              |

## 인구
| 연도 | 인구   | ±%     |
| ---- | ------ | ------ |
| 1790 | 2,995  | —      |
| 1800 | 3,524  | +17.7% |
| 1810 | 4,228  | +20.0% |
| 1820 | 4,348  | +2.8%  |
| 1830 | 4,758  | +9.4%  |
| 1840 | 5,281  | +11.0% |
| 1850 | 6,024  | +14.1% |
| 1860 | 6,272  | +4.1%  |
| 1870 | 6,238  | −0.5%  |
| 1880 | 7,093  | +13.7% |
| 1890 | 7,314  | +3.1%  |
| 1900 | 9,592  | +31.1% |
| 1910 | 12,141 | +26.6% |
| 1920 | 13,045 | +7.4%  |
| 1930 | 13,042 | −0.0%  |
| 1940 | 13,100 | +0.4%  |
| 1950 | 13,608 | +3.9%  |
| 1960 | 14,445 | +6.2%  |
| 1970 | 18,606 | +28.8% |
| 1980 | 35,913 | +93.0% |
| 1990 | 45,608 | +27.0% |
| 2000 | 51,701 | +13.4% |
| 2010 | 56,468 | +9.2%  |

## 자매도시
- 영국 플리머스
- 일본 시치가하마정 미야기현

## 참고 문헌
- en:Plymouth (town), Massachusetts 7/8/2006 5:27 (UTC)